# Швајцарска на Светском првенству у атлетици у дворани 2012.
Швајцарска је учествовала на Светском првенству у атлетици у дворани 2012. одржаном у Истанбулу од 9. до 11. марта. У петнаестом учешћу на светским првенствима у дворани, репрезентацију Швајцарске представљале су две атлетичарке, које су се такмичиле у две дисциплине.
Швајцарска није освојила ниједну медаљу али је остварен један национални рекорд.

## Учесници
Жене:
- Ирене Пустерла — Скок удаљ
- Никол Бихлер — Скок мотком

## Резултати

### Жене
| Атлетичарка    | Дисциплина  | Лични рекорд | Квалификација | Квалификација | Финале                | Финале      | Детаљи |
| Атлетичарка    | Дисциплина  | Лични рекорд | Резултат      | Место         | Резултат              | Место       | Детаљи |
| -------------- | ----------- | ------------ | ------------- | ------------- | --------------------- | ----------- | ------ |
| Ирене Пустерла | Скок удаљ   | 6,71 НР      | 6,45          | 12            | Није се квалификовала | 12 / 20     |        |
| Никол Бихлер   | Скок мотком | 4.52 НР      |               |               | 4,55 НР               | 8 / 14 (16) |        |